# BloodRayne (Computerspiel)
BloodRayne (Remastered Windows-Version BloodRayne: Terminal Cut, BloodRayne: ReVamped für die Konsolen-Version) ist ein Videospiel des Entwicklers Terminal Reality. Das Spiel wurde am 31. Oktober 2002 von Majesco Entertainment veröffentlicht.

## Inhalt
Das Spiel beginnt 1933 und besteht aus drei Akten. In Mortton besteht Raynes erste Mission mit der Brimstone Society darin, einen Ausbruch einer nicht identifizierten Krankheit in der Gegend zu untersuchen. Beim zweiten Akt spielt es diesmal in Argentinien. Rayne wird geschickt, um eine Nazi-Basis zu infiltrieren und die G.G.G. daran zu hindern, das mystische Artefakt zu erhalten, das als „der Schädel von Beliar“ bekannt ist. Im letzten Akt findet sie einen anonymen Brief. Dort stehen die Mitglieder der G.G.G. Nachdem sie die Liste erhalten hat, verfolgt sie ihre Ziele nach Schloss Gaustadt in Deutschland, um die G.G.G. und schließlich Jürgen Wulf selbst zu töten.

## Spielprinzip
Das Spiel hat 40 Level in drei Orten aufgeteilt (Sümpfe von Louisiana, eine deutsche U-Boot Werft und eine deutsche Burg). Hauptsächlich muss man im Spiel unzählige Feinde besiegen. Endgegner müssen zunächst gefunden werden, fordernde Rätsel kommen dagegen kaum vor. Weiterhin gibt es einige Sprung- und Geschicklichkeitseinlagen zu absolvieren. Je nach Level könne diese frei erforscht werden oder man folgt festen Pfaden. Meist gibt es jedoch weiträumige Areale. Der Schwierigkeitsgrad des Spieles steigert sich dabei kontinuierlich. Häufiger sind Bosskämpfe zu bestreiten, wobei zuvor und danach Zwischensequenzen in In-Game-Grafik zu betrachten sind. Als Vor- und Abspann und zwischen den Levels gibt es zudem ansehnliche FMV-Filme.

## Veröffentlichung
Bloodrayne wurde von Majesco für Windows, Mac OS, PlayStation 2, Xbox und Nintendo GameCube veröffentlicht. Während die Versionen für Playstation 2 und Nintendo GameCube noch unzensiert waren, wurden die PC- und XBox-Versionen um bestimmte Nazi-Symbole erleichtert (beispielsweise wurden Hakenkreuze gegen Triskelen ausgetauscht). Kurioserweise sind bei der PC-Version trotzdem noch nationalsozialistische Symbole auf den, während der Installation präsentierten, Artworks zu sehen. Außerdem wurden die SS-Runen in der PC-Version ebenfalls unverändert beibehalten.
Das Spiel besitzt einen äußerst hohen Gewaltgrad und wurde daher in Deutschland gar nicht erst veröffentlicht, sondern war und ist nur als Import zu haben. Aufgrund der Gewaltdarstellung wurde das Spiel am 29. November 2003 von der Bundesprüfstelle für jugendgefährdende Medien indiziert. Diese Indizierung wurde im Oktober 2021 wieder vorzeitig aufgehoben.

## Rezeption
Laut Metacritic erhielten die PlayStation-2- und Xbox-Versionen von „BloodRayne“ erhielten „allgemein positive Kritiken“, während die GameCube- und PC-Versionen „gemischte oder durchschnittliche Kritiken“ erhielten. Electronic Gaming Monthly gab eine Punktzahl von 7,33/10. Famitsu vergab eine Punktzahl von 29/40.